# Gemeinderatswahl in St. Pölten 1922
Die Gemeinderatswahl 1922 fand am 14. Mai 1922 statt und war die dritte Gemeinderatswahl in St. Pölten nach Kriegsende. Die Sozialdemokratische Arbeiterpartei Deutschösterreichs gewann abermals die Wahl, konnte die meisten Stimmen auf sich vereinen und erreichte die absolute Mehrheit.

## Ausgangslage
Nach der Gemeinderatswahl 1921 wurde die Stadt St. Pölten zur Statutarstadt erhoben. Im Zuge der Verleihung des Statuts wurden auch die Katastralgemeinden Spratzern, Teufelhof, Ober- und Unter-Wagram sowie Viehofen eingemeindet, was eine Neuwahl des Gemeinderats unter Einbeziehung der neuen Stadtbürger notwendig machte. Bis zu den Neuwahlen blieben die alten Gemeinderäte im Amt.
Eine mit dem Statut einhergehende Änderung war die Auflassung des Gemeindevorstandes und Schaffung des Stadtrates.

### Wahlwerbende Parteien und Wahlverlauf
Bei den Wahlen trat die Sozialdemokratische Arbeiterpartei Deutschösterreichs (SDAPDÖ) wie 1921 unter Hubert Schnofl an. Die Christlichsoziale Partei (CS) sowie die Großdeutsche Volkspartei (GDVP, 1919: DVP) bildeten für die Wahl die Wahlgemeinschaft der vereinigten christlichsozialen und großdeutschen Volksparteien (WG) und traten unter Georg Prader an. Die Deutsche Nationalsozialistische Arbeiterpartei (DNAP) trat unter Ludwig Hauer an, weiters stellten sich die Bürgerlich-demokratische Arbeitspartei (BDP) unter Wilhelm Schweighofer sowie die Freiheitspartei (FP) unter Ignaz Berger zur Wahl. Die Kommunistische Partei Österreichs (KPÖ) trat 1922 nicht an.

## Wahlergebnis
Bei der Wahl vom 14. Mai 1922 konnte die SDAPDÖ Gewinne erzielen und die meisten Stimmen auf sich vereinen sowie die absolute Mehrheit erringen.
|                    | Ergebnisse 1922  | Ergebnisse 1922  | Ergebnisse 1922  | Ergebnisse 1921  | Ergebnisse 1921  | Ergebnisse 1921  | Differenzen      | Differenzen      | Differenzen      |
| ------------------ | ---------------- | ---------------- | ---------------- | ---------------- | ---------------- | ---------------- | ---------------- | ---------------- | ---------------- |
| Stimmen            | %                | Mand.            | Stimmen          | %                | Mand.            | Stimmen          | %                | Mand.            |                  |
| Wahlberechtigte    | 18.893           |                  |                  | ~ 14.000         |                  |                  | + 4.893          |                  |                  |
| Abgegebene Stimmen | 16.290           | 86,2 %           |                  | 12.347           | ~ 88,2 %         |                  | + 3.943          | - 2,0 %          |                  |
| ungültige Stimmen  | 80               | 0,5 %            |                  | 156              | ~ 1,1 %          |                  | - 77             | - 0,6 %          |                  |
| gültige Stimmen    | 16.210           | 99,5 %           |                  | 12.191           | 98,7 %           |                  | + 3.292          | + 0,8 %          |                  |
| Partei             |                  |                  |                  |                  |                  |                  |                  |                  |                  |
| SDAPDÖ             | 10.364           | 63,9 %           | 28               | 7.367            | 60,4 %           | 26               | + 2.997          | + 3,5 %          | + 2              |
| WG (1921: CS)      | 4.681            | 28,9 %           | 12               | 2.900            | 23,8 %           | 10               | + 627            | - 4,4 %          | - 2              |
| WG (1921: GDVP)    | 4.681            | 28,9 %           | 12               | 1.154            | 9,5 %            | 4                | + 627            | - 4,4 %          | - 2              |
| DNAP               | 898              | 5,5 %            | 2                | 590              | 4,8 %            | 2                | + 308            | + 0,7 %          | ± 0              |
| BDP                | 234              | 1,4 %            | 0                | nicht kandidiert | nicht kandidiert | nicht kandidiert | nicht kandidiert | nicht kandidiert | nicht kandidiert |
| FP                 | 33               | 0,2 %            | 0                | nicht kandidiert | nicht kandidiert | nicht kandidiert | nicht kandidiert | nicht kandidiert | nicht kandidiert |
| KPÖ                | nicht kandidiert | nicht kandidiert | nicht kandidiert | 180              | 1,5 %            | 0                | nicht kandidiert | nicht kandidiert | nicht kandidiert |
| Gesamt             | 16.210           | 100,0 %          | 42               | 12.191           | 100,0 %          | 42               | +                | ± 0              | ± 0              |

## Auswirkungen
- WG: 12
- DNAP: 2
- SDAP: 28

Der neu gewählte Gemeinderat traf sich am 14. Juni 1922 zu seiner konstituierenden Sitzung. Dabei wurde Hubert Schnofl  mit 37 der 40 abgegebenen Stimmen zum Bürgermeister gewählt. Zum ersten Vizebürgermeister wurde Franz Peer (SDAPDÖ), zum zweiten Vizebürgermeister Georg Prader (CS bzw. WG) gewählt.